# Marco estone
Il marco (plurale marka) fu la valuta dell'Estonia dal 1919 al 1928. Era pari in valore al Papiermark tedesco, che circolava insieme al rublo russo/sovietico sin dall'inizio dell'occupazione tedesca. Era diviso in 100 penni. Fu sostituito nel 1928 dalla corona estone al cambio di 1 kroon = 100 marka.

## Monete
Le monete furono coniate nei tagli da 1, 3, 5 e 10 marka tra il 1922 e il 1926. Secondo il "Catalogo Standard delle Monete Mondiali", le monete emesse nel 1922 erano composte di cupronickel, mentre quelle coniate successivamente erano in nichel-bronzo.

## Banconote

1 mark (1919)

Nel 1919, le banconote ("kassatäht") erano emesse nei tagli da 5, 10, 20 and 50 penni, 1, 3, 5, 10, 25 e 100 marka insieme a quelle da 50 marka ("pangatäht"). In seguito i biglietti del tesoro furono stampati nei tagli fino a 1.000 marka e le banconote fino a 5.000 marka. Furono anche stampate banconote di scambio ("vahetustäht"), nei tagli da 10 e 25 marka.
La banca centrale estone (Eesti Pank) emise banconote da 50, 100, 500, 1000 e 5000.
| Valore             | Anno di emissione | Colore               | Motivi               |
| ------------------ | ----------------- | -------------------- | -------------------- |
| 50 Marchi estoni   | 1919              | verde                | Globo terrestre      |
| 100 Marchi estoni  | 1921              | marrone              | due fabbri           |
| 100 Marchi estoni  | 1922              | violetto, marrone    | Galeone              |
| 500 Marchi estoni  | 1921              | verde chiaro, grigio | Ornamenti            |
| 1000 Marchi estoni | 1922              | rosa, violetto       | Porto di Tallinn     |
| 5000 Marchi estoni | 1923              | blu, marrone, verde  | Edificio della banca |